# Menet (hercegnő)
Menet ókori egyiptomi hercegnő volt a XII. dinasztia idején. Feliratos szarkofágjáról ismert, amelyet III. Szenuszert piramisa közelében találtak Dahsúrban, emiatt feltételezik, hogy a hercegnő III. Szenuszert lánya volt. Temetésére III. Szenuszert vagy III. Amenemhat uralkodása alatt került sor.
Menetet egy föld alatti folyosóról nyíló sírkamrába temették. Erről a folyosóról több más királyi hölgy sírja is nyílt. Minden sírt már azelőtt kiraboltak, hogy az újkorban felfedezték volna őket. Menetet mészkő szarkofágba temették, melyen rövid felirat állt, a hercegnő nevével és címével. Az egyiptomi hercegnők szokásos címe, „a király leánya” mellett viselte az „aki egy a fehér koronával” címet is. A többi sírkamrában felirat nélküli szarkofágok álltak.

## Fordítás
Ez a szócikk részben vagy egészben  a   Menet (Prinzessin) című német Wikipédia-szócikk ezen változatának fordításán alapul.  Az eredeti cikk szerkesztőit annak laptörténete sorolja fel. Ez a jelzés csupán a megfogalmazás eredetét és a szerzői jogokat jelzi, nem szolgál a cikkben szereplő információk forrásmegjelöléseként.